# إرنست هوغن
إرنست هوغن (بالإنجليزية: Ernest Hogan)‏ هو كاتب أغاني أمريكي، ولد في 1858، وتوفي في 1909.

## وصلات خارجية
- إرنست هوغن على موقع ميوزك برينز (الإنجليزية)
- إرنست هوغن على موقع قاعدة بيانات برودواي على الإنترنت (الإنجليزية)